# Laelia albida
Laelia albida Bateman ex Lindl., 1839 è una pianta della famiglia delle Orchidacee endemica del Messico.

## Descrizione
L. albida è un'orchidea di medie dimensioni che cresce su alberi epifita o su rocce coperte di muschio (litofita), con pseudobulbi a grappolo, a forma conico-ovoidale,  eretti che si piegano con l'età, parzialmente coperti da guaine di forma triangolare un po' ruvide e recanti all'apice due o tre foglie lineari coriacee e un po' carnose, di colore verde scuro. Fiorisce in autunno-inverno con da 2 a 9 racemi compressi tra loro, eretti alti da 12 a 60 cm che si dipartono dall'apice dello pseudobulbo e portano ciascuno da 3 fino a 10 fiori profumati e grandi da 5 a 7.5 centimetri, di colore bianco col labello anch'esso bianco, ma tendente al viola..

## Distribuzione e habitat
L. albida è una pianta originaria del Messico occidentale, dove cresce in foreste di latifoglie o pinete dai 1000 ai 2000 metri sul livello del mare.

## Sinonimi
Amalia albida (Bateman ex Lindl.) Heynh.,  1846 

Cattleya albida (Bateman ex Lindl.) Beer, 1854

Bletia albida (Bateman ex Lindl.) Rchb.f. ,1862

Laelia discolor A.Rich. & Galeotti, 1845

Laelia candida Lodd. ex W.H.Baxter, 1850

Laelia maryaniae B.S.Williams, 1862

Laelia albida var. brunnea Rchb.f.,1868

Laelia albida var. ochracea Rchb.f., 1868

Laelia albida var. tuckeri Rchb.f., 1868

Laelia albida var. maryaniae (B.S.Williams) B.S.Williams, 1871

Laelia albida var. stobartiana  Rchb.f., 1877

Laelia albida var. sulphurea Rchb.f., 1884

Laelia albida f. sulphurea (Rchb.f.) M.Wolff & O.Gruss, 2007

## Coltivazione
Questa specie richiede notti invernali fresche con poca acqua; gradisce la mezz'ombra e temperature medio-basse. Gradisce nebulizzazioni nel periodo vegetativo.